# 대만계 오스트레일리아인
대만계 오스트레일리아인은 오스트레일리아 시민 또는 영주권자로, 동아시아 섬나라인 대만 또는 이전 대만 정권으로부터 완전하거나 부분적인 혈통을 이어받은 사람들을 말한다.
대만인은 크게 두 민족으로 나눌 수 있다. 한족 혈통을 가지고 인구의 95% 이상을 차지하는 한족 대만인과, 오스트로네시아족 혈통을 가지고 인구의 약 2%를 차지하는 대만 원주민이다. 한족 대만인 대다수는 민난인 (70%), 하카족 (14%), 그리고 "본토인 (외성인)" (1949년 이후 중국 이민자) (14%)으로 대략적으로 세분할 수 있다. 역사적으로, 오스트레일리아에 알려진 최초의 대만인은 제2차 세계 대전 (1939-1945) 동안 네덜란드령 동인도 (NEI) (역사적인 인도네시아)에서 도착했다. 이들은 1942년에 망명 정부인 NEI 정부에 의해 민간인 포로로 이송되었다. 당시 대만은 일본 제국의 일부였으며 대만인들은 일본인으로 간주되었다. 이후, 오스트레일리아로의 대규모 이민은 1970년대에 시작되었다. 이는 역사적으로 대만인 및 다른 비-유럽인의 영구 정착을 막았던 백호주의 (1901-1973)가 완전히 폐지된 결과였다.

## 역사

### 초기 역사
1942년 이전에는 오스트레일리아에 대만인이 살았는지 여부가 알려져 있지 않다.

### 제2차 세계 대전 중 오스트레일리아 내 일본인 및 대만인 억류
역사적으로, 대만계 오스트레일리아인들은 빅토리아의 비옥한 굴번 밸리 지역에 위치한 이웃 시골 마을인 태튜라와 러시워스에 상당한 존재감을 보였다. 제2차 세계 대전 동안, 야마토 민족 (오스트레일리아, 동남아시아 및 태평양 출신)과 대만 민족 (네덜란드령 동인도 출신)은 오스트레일리아 정부 (및 제2차 세계 대전 연합국의 아시아 태평양 지역)가 시행한 반-간첩 행위/협력 정책의 결과로 이들 마을 근처에 억류되었다. 대략 600명의 대만 민간인 (어머니, 어린이, 노인을 포함한 온 가족)이 1942년 1월부터 1946년 3월까지 러시워스에 위치하지만 명목상 "태튜라 억류 집단"의 일부로 분류된 "억류 캠프 4호"에 수용되었다. 대부분의 일본인과 대만인 민간인들은 무고했으며 인종차별적 이유로 체포되었다 (유사한 미국 내 억류를 상세히 다룬 "일본계 미국인의 강제수용" 관련 문서를 참조). 여러 일본인과 대만인이 억류 캠프에서 태어났으며 인근 병원에서 영국 (오스트레일리아) 출생증명서를 받았다. 억류 캠프에서 태어난 여러 일본인은 가족의 전쟁 중 태튜라 억류를 기리기 위해 "태튜라"라는 이름을 받았다. 전쟁 중 억류 동안, 억류 캠프 내의 많은 노동 연령 성인들은 작은 사업체 (봉제 공장 포함)와 지역 학교를 운영했다. 언어에 관해서는, 학교는 주로 영어, 일본어, 관화 및 대만어 (민난어, 하카어, 대만제어)를 가르쳤다. 필리핀인들 또한 한국인, 만주족 (아마도 만주국 출신), 누벨칼레도니아인, 뉴헤브리디스인, 남양 군도 출신, 서뉴기니 출신 (그리고 아마도 파푸아뉴기니 출신) 및 혼혈 일본인인 애버리지니인과 함께 이 캠프에 수용되었다고 전해진다.
전쟁 후, 억류자들은 국적이나 거주 국가가 아닌 민족적 출신 국가로 재정착되었으며, 오스트레일리아에 일반적으로 머물 수 있었던 일본계 오스트레일리아인만 예외였다. 동남아시아와 태평양 출신의 비오스트레일리아 일본인들은 점령된 일본으로 송환되었다. 반면에, 대부분 네덜란드령 동인도 출신이었던 대만인들은 점령된 대만으로 송환되었다. 1946년 3월 대만인의 송환은 "요이즈키 지옥선 스캔들"로 알려진 송환선 "요이즈키"호의 열악한 생활 조건으로 인해 오스트레일리아에서 대중의 거센 반발을 불러일으켰다. 제2차 세계 대전 이후, 오스트레일리아 정부는 오스트레일리아 시민권을 소유하지 않은 일본인 억류자들을 추방하고 싶어 했으며, 이는 대다수의 대만인 억류자들도 포함되었다. 그러나 중화민국 (ROC)은 오스트레일리아의 동맹국이었고, ROC가 1945년 10월 대만을 점령했기 때문에, 오스트레일리아 대중의 많은 이들은 대만인 억류자들이 ROC 시민으로 간주되어야 하며, 따라서 오스트레일리아의 친구로서 추방되어서는 안 된다고, 적어도 그렇게 끔찍한 조건으로는 추방되어서는 안 된다고 믿었다. 대만인 억류자들의 시민권 문제—그들이 중국인인지 일본인인지—에 대한 이 논쟁은 오스트레일리아 정부의 allegedly appalling treatment에 대한 대중의 분노를 더욱 부추겼다. 또한, "캠프 베이비" (부모가 억류된 동안 오스트레일리아 영토에서 태어난 억류자들) 중 일부는 기술적으로 오스트레일리아 출생 증명서를 소유하고 있었고, 이는 그들을 법적으로 영국인 신민으로 만들었다. 그러나 이 캠프 베이비 중 많은 수가 비시민 부모와 함께 추방되었다. 송환 목적지에 대한 사소한 논란도 있었는데, 일부 일본에 덜 우호적인 대만인들은 일본으로 송환될까 봐 두려워했지만, 대만으로 송환된다는 것을 알게 되자 해결되었다.
1993년 1월 5일, 태튜라 (러시워스) 억류 캠프 부지에 전쟁 중 억류를 기념하는 명판이 세워졌다. 46명의 일본인 및 대만인 전 억류자와 전 (오스트레일리아) 캠프 경비원이 명판에 등재되어 있다.

### 1970년대 이후 역사
1976년부터 오스트레일리아는 대만인을 중화민국(대만)의 국민으로 간주하기 시작하여, 중국 본토에 사는 중국인과 구별했지만, 두 민족 집단을 모두 중국계로 보았다. 백호주의는 1973년까지 완전히 폐지되었고, 그 이후로 대만인(및 중국 본토인)의 오스트레일리아 이민은 점진적으로 증가하고 있었다. 오스트레일리아 정부는 1980년대에 특히 대만 국적자들을 이민 대상으로 삼았다. 동시에 중국이 이민 정책을 완화하면서 1980년대에 중국 본토인의 오스트레일리아 이민이 유입되었다. 1970년대 이후 오스트레일리아로 이민 온 대만인 대부분은 고도로 숙련된 화이트칼라 노동자들이었다.
현재 대만계 오스트레일리아인의 총 인구는 알려져 있지 않으며, 1세대 및 2세대 대만인만이 오스트레일리아 인구 조사에서 대만인으로 집계되고, 3세대 이상 가족은 단순히 "오스트레일리아인"으로 집계된다. 현재 1세대/2세대 대만계 오스트레일리아인의 수는 약 45,000~55,000명이다. 대만계 오스트레일리아인의 약 95%~90%가 1세대/2세대 오스트레일리아인으로 추정된다.

## 문화

### 언어
오스트레일리아에서 오스트레일리아 영어는 사실상 국어이며, 대부분의 오스트레일리아 이민자들은 이 언어에 능숙할 것으로 예상된다. 예를 들어 미국과는 달리, 오스트레일리아에는 큰 비-영어권 민족 거주지가 많지 않다. 이는 오스트레일리아 역사가 영국 식민주의에 의해 크게 지배되었기 때문이다. 오스트레일리아의 다문화주의는 제2차 세계 대전 (1939-1945) 종전 이후 국가의 급변하는 대외 정책과 민족 정책의 일환으로 오스트레일리아 정부가 의도적으로 장려한 비교적 최근의 현상이다.
오스트레일리아로 이민 온 대만인들은 일반적으로 모국어인 중화민국 국어, 대만어, 하카어 및 다양한 다른 대만어 (예: 대만 원주민 언어)를 구사할 수 있다. 그러나 이러한 언어 능력은 일반적으로 2세대, 즉 오스트레일리아에서 태어난 첫 세대에 이르면 이미 떨어진다. 대만인 이민 부모가 어느 사회 계급 및 민족 출신인지에 따라, 그들의 자녀는 이들 언어 중 하나만 능숙하게 구사할 수도 있다. 일반적으로 중국어 능력은 2세대에서도 유지되지만, 부모가 민난어나 하카어 능력 유지를 특별히 강조하지 않는 한 민난어와 하카어 능력은 크게 떨어진다. 국제적으로나 오스트레일리아에서 중국어는 다른 대만어보다 여행과 사업에 훨씬 유용하며, 이로 인해 부모가 중국어를 우선시할 수 있다. 3세대와 4세대에 이르면, 가족이 수십 년 동안 오스트레일리아 내 중국인 또는 대만인 밀집 지역에 거주하지 않는 한, 중국어 능력조차 완전히 상실되는 경우가 많다. 이러한 밀집 지역은 존재하며, 일반적으로 "차이나타운"으로 알려져 있다. 오스트레일리아의 중국인 밀집 지역은 매우 크고 많지만, 대만인 밀집 지역은 그렇지 않다.
2016년 오스트레일리아 인구 조사에 따르면, 오스트레일리아로 이민 온 대만인 중 약 90%는 지난 수십 년 동안 오스트레일리아에 온 사람들을 포함하여 집에서 영어가 아닌 주로 중국어를 사용하며, 약 2%는 민난어를 사용한다. 집에서 영어 이외의 언어를 사용하는 사람들 중 약 66%는 영어도 구사한다 (즉, 그들은 다중 언어를 구사한다). 약 5%는 집에서 영어만을 또는 주로 영어를 사용한다.

## 정착지
오스트레일리아의 대만인 공동체는 비교적 소규모이며 종종 오스트레일리아 내 중국인 공동체와 구별되지 않는다. 퀸즐랜드의 브리즈번이 오스트레일리아에서 가장 큰 대만인 공동체를 형성하고 있다. 뉴사우스웨일스의 시드니와 빅토리아의 멜버른 또한 상당한 규모의 대만인 공동체를 가지고 있다. 일반적으로 오스트레일리아로 이민 오는 대만인들은 주요 도시에 정착하는 것을 선호한다.

## 같이 보기
- 오스트레일리아인 관련 문서:
  - 오스트레일리아인
  - 오스트레일리아의 인구
  - 오스트레일리아의 외국 태생 인구
  - 오스트레일리아의 역사
  - 오스트레일리아의 이민
  - 오스트레일리아의 다문화주의
  - 전후 오스트레일리아 이민
- 대만계 오스트레일리아인 관련 문서:
  - 중국계 오스트레일리아인
  - 인도네시아계 오스트레일리아인
  - 일본계 오스트레일리아인
  - 화교
  - 재외 대만인
  - 대만계 미국인
  - 대만계 캐나다인
  - 대만인